# Fiołek biały
Fiołek biały (Viola alba Besser) – gatunek roślin z rodziny fiołkowatych (Violaceae). Występuje naturalnie w Europie i na Bliskim Wschodzie. 

## Rozmieszczenie geograficzne
Rośnie naturalnie w Europie i na Bliskim Wschodzie. Występuje w Szwecji, Francji, Szwajcarii, Niemczech, Polsce, na Ukrainie, w Rumunii, na Węgrzech, Słowacji, w Czechach, Austrii, Włoszech, krajach byłej Jugosławii, Bułgarii, Grecji i Turcji oraz a także prawdopodobnie w Albanii. Według innych źródeł jest podawany również z Portugalii, Hiszpanii, zachodniej Rosji, Syrii, Libanu, Izraela, Iraku i Iranu. W Polsce występował na dwóch stanowiskach w okolicach Dukli i Nowego Sącza.

## Morfologia

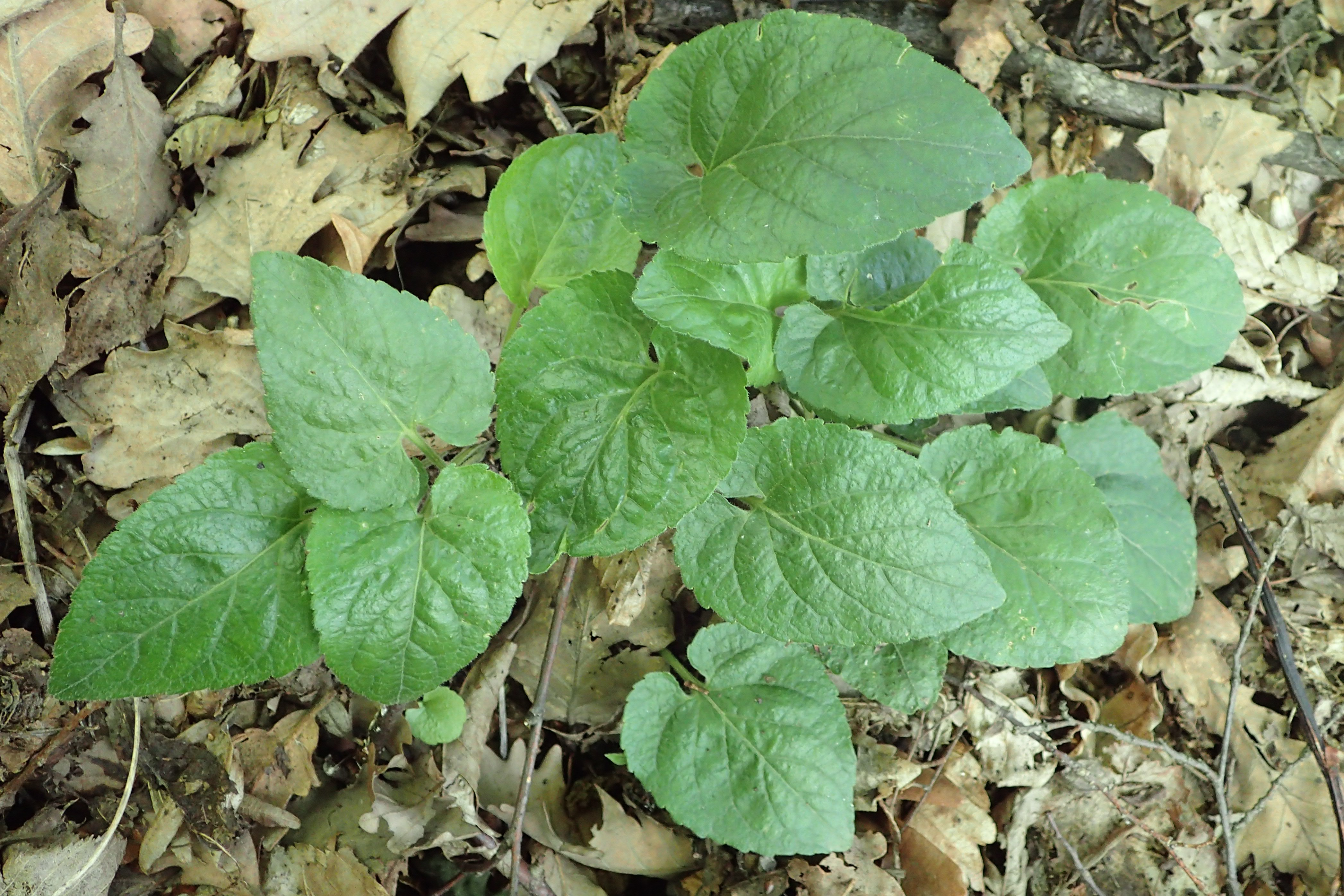
Liście

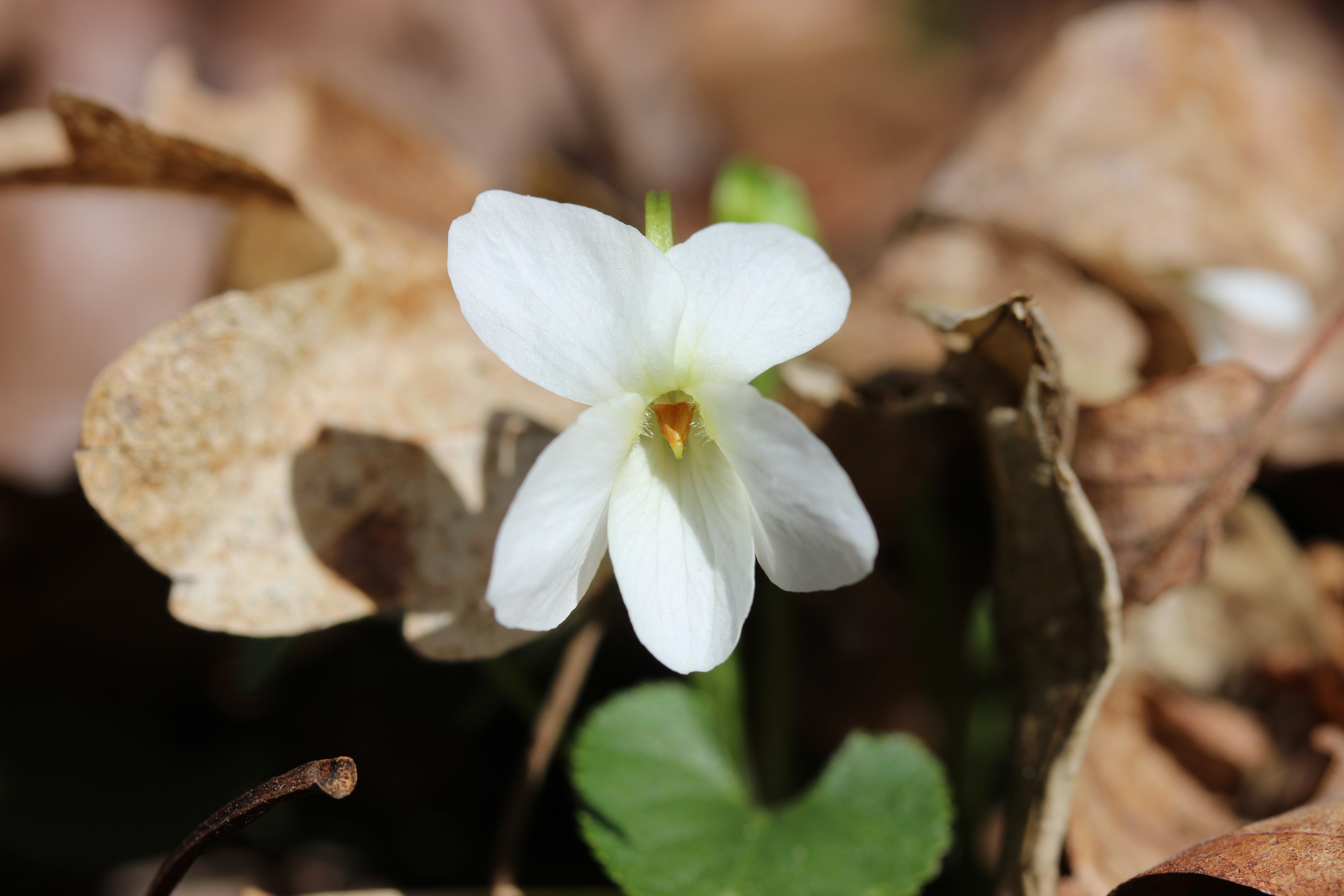
Kwiat

PokrójBylina dorastająca do 5–25 cm wysokości, tworząca rozłogi. Rozłogi w pierwszym roku na końcach podnoszą się i tworzą pęd zakwitający, ale nie korzeniący się.
LiścieBlaszka liściowa ma jajowaty kształt. Mierzy 12,5–12,5 cm długości oraz 1,5–2,5 cm szerokości, jest karbowana na brzegu, ma głębokosercowatą nasadę i ostry wierzchołek. Przylistki z frędzlami, wąskolancetowate, orzęsione, szerokości 1–2 mm. Ogonek liściowy jest nagi.
KwiatyPojedyncze, wyrastające z kątów pędów, wonne. Szypułka jest krótsza od liści. Podkwiatek osadzony w środku lub wyżej. Mają działki kielicha o podługowatym kształcie, o tępym wierzchołku i dorastające do 4–6 mm długości. Płatki są odwrotnie jajowate i mają białą lub fioletową barwę, płatek przedni jest owalny, mierzy 10–20 mm długości, wyposażony w obłą ostrogę o długości 3–6 mm. Szyjka słupka jest naga, z haczykowatym noskiem na szczycie.
OwoceTorebki mierzące 6–7 mm średnicy, o niemal kulistym kształcie, owłosiona, na szypułce odgiętej w dół.
Gatunki podobneFiołek wonny o białych kwiatach; różni się szerszymi przylistkami (do 3–4 mm), blaszkami okrągławo-sercowatymi, zamieraniem letnich liści przed zimą i korzeniącymi się rocznymi rozłogami.

## Biologia i ekologia
Bylina z zimującymi liśćmi letnimi. Kwitnie od marca do maja. Rośnie w lasach, na łąkach oraz brzegach cieków. Występuje na wysokości do 1000 m n.p.m.

## Zagrożenia
Roślina umieszczona na Czerwonej liście roślin i grzybów Polski (2006) w grupie gatunków wymarłych (kategoria zagrożenia: Ex). W wydaniu z 2016 roku otrzymała kategorię DD (stopień zagrożenia nie może być określony).

## Zmienność
W obrębie tego gatunku oprócz podgatunku nominatywnego wyróżniono jeden podgatunek:
- V. alba subsp. cretica (Boiss. & Heldr.) Marcussen – występuje na Krecie[11]. Jest to roślina jednoroczna dorastająca do 3–25 cm wysokości. Blaszka liściowa ma kształt od owalnego do podługowatego lub równowąsko lancetowatego. Mierzy 5–30 mm długości oraz 1–9 mm szerokości, jest karbowana na brzegu, ma klinową nasadę i ostry wierzchołek. Ogonek liściowy jest nagi i ma 20 mm długości. Przylistki są strzępiaste i osiągają 7–22 mm długości. Kwiaty mają działki kielicha o podługowato lancetowatym kształcie i dorastające do 3–7 mm długości. Płatki są odwrotnie jajowate, mają żółtawą barwę oraz 3–5 mm długości, dolny płatek jest odwrotnie jajowato trójkątny, mierzy 6–10 mm długości, posiada obłą ostrogę. Owocami są Torebki mierzące 4–6 mm długości, o jajowatym kształcie[12].